# Kehinde Fatai
Kehinde Abdul Feyi Fatai (Abuja, 19 febbraio 1990) è un calciatore nigeriano naturalizzato rumeno, attaccante dell'Afumați.

## Carriera

### Club

#### Gli inizi
Inizia la sua carriera in patria, giocando a livello giovanile nell'Anwar-ul-islam College di Abuja.

#### Il passaggio in Romania
Nel luglio 2007 viene acquistato dai rumeni del Farul Costanza, con cui gioca per un anno nella squadra riserve; dal 2008 viene impiegato stabilmente in prima squadra, con cui nell'arco di due stagioni segna 7 gol in 46 partite di campionato. Il 16 giugno 2010, dopo che il suo contratto con il Farul era scaduto, viene tesserato dall'Astra Ploiesti, club della massima serie rumena. Con la nuova squadra, dopo aver giocato 2 partite nelle riserve, mette a segno 7 gol in 27 partite di campionato; nella stagione 2011-2012 va invece a segno 10 volte in 30 partite di campionato ed una volta nelle 2 partite di Coppa di Romania disputate. Nella stagione 2013-2014 fa il suo esordio nelle coppe europee, giocando 6 partite dei preliminari di Europa League, nei quali segna anche una rete, il 1º agosto 2013 nella partita vinta per 3-1 sul campo degli slovacchi del Trencin.

#### In Belgio
Nell'estate 2013 viene ceduto in prestito al club belga del Club Brugge, con cui esordisce il 22 settembre, giocando gli ultimi 10 minuti di una partita vinta per 4-0 contro l'Anderlecht; nella stessa partita Fatai segna anche il suo primo gol con la nuova maglia. Chiude la stagione con un gol in 8 presenze nella massima serie belga ed a fine anno fa ritorno in Romania per fine prestito.

#### Ritorno all'Astra Ploiesti e trasferimento allo Sparta Praga
Ha giocato nella Supercoppa di Romania 2014, che si è conclusa con la vittoria della sua squadra, che si è così aggiudicata il trofeo per la prima volta nella sua storia. Dopo una doppietta nella prima partita stagionale in Coppa di Lega, il 31 luglio 2014 segna una tripletta in Europa League nella partita d'andata del terzo turno preliminare vinta dalla sua squadra per 3-0 contro lo Slovan Liberec. Gioca da titolare anche la partita di ritorno, vinta 3-2 dalla sua squadra, che si qualifica quindi al turno successivo (l'ultimo prima della fase a gironi). In questo turno segna un gol nella partita di andata vinta per 2-1 sul campo del Lione. Chiude il campionato con 7 gol in 21 presenze, trasferendosi a fine stagione in Repubblica Ceca allo Sparta Praga, club con cui esordisce il 24 luglio 2015 nella partita di campionato pareggiata per 0-0 sul campo del Vysocina Jihlava. Il successivo 29 luglio segna il suo primo gol nella sua nuova squadra, realizzando il momentaneo 1-1 nella partita pareggiata per 2-2 contro il CSKA Mosca nel terzo turno preliminare di Champions League. Nel corso della stagione segna in tutto 8 gol in 24 partite di campionato, un gol in 6 partite nella Coppa della Repubblica Ceca e 3 gol in 14 partite (preliminari inclusi) in Europa League. Nella stagione 2016-2017 gioca inoltre una partita nei turni preliminari di Champions League.

#### In Russia all'Ufa
Nell'estate del 2016 si trasferisce all'Ufa, squadra della massima serie russa, con cui segna un gol all'esordio in campionato, il 20 agosto 2016 nella sconfitta casalinga per 3-1 contro il Terek Grozny, partita nella quale realizza la rete del momentaneo 1-1.

### Nazionale
Nel 2009 ha partecipato al Mondiale Under-20 in Egitto, nei quali ha giocato 3 partite e segnato un gol. Nel 2011 ha partecipato con la sua Nazionale al Campionato africano di calcio Under-23, nel quale è sceso in campo solamente nella partita disputata contro i pari età della Tanzania. Dal 2014 ottiene la cittadinanza romena ed è convocato da Victor Pițurcă per la nazionale del Paese europeo.

## Palmarès

### Club

#### Competizioni nazionali
- Supercoppa di Romania: 1

Astra Ploiești: 2014
- Souper Ligka Ellada 2: 1

Larissa: 2024-2025 (girone A)